# Mercury-Atlas 9
Mercury-Atlas 9 (MA-9) est la dernière mission spatiale habitée des États-Unis du programme Mercury.
Lancée le 15 mai 1963, elle est pilotée par l'astronaute Gordon Cooper, qui réalise 22 orbites autour de la terre.

## Équipage
L'astronaute est Gordon Cooper.
Son remplaçant, ou back-up, est Alan Shepard.

## Objectifs
Le principal objectif est l'étude du comportement physiologique de l'astronaute sur un cycle de 24 heures.

## Déroulement du vol
Le 15 mai 1963, le lanceur Atlas D décolle depuis la base de lancement de Cap Canaveral en emportant l’astronaute Gordon Cooper dans une capsule Mercury baptisée Faith 7 par son occupant. La mission comprend onze expériences scientifiques. Malgré les contraintes de poids, la masse des expériences emportées (60 kg) triple par rapport au record établi lors du vol précédent. Parmi celles-ci, une balise lumineuse est larguée et permet de tester la capacité de l’astronaute à repérer un objet éclairé au loin. Un ballon en mylar de 75 cm doit être également éjecté tout en restant relié au vaisseau pour mesurer les différences de tension entre l'apogée et le périgée. Cette expérience, déjà emportée par le vol MA-7, échoue comme lors du vol précédent. Gordon Cooper prend de nombreuses photos à des fins scientifiques diverses (météo, mise au point des capteurs d’horizon…).
Alors que le vol s’est déroulé jusque-là sans incident, permettant à l’astronaute de dormir 6 heures d’affilée, la capsule rencontre des problèmes électriques importants à la 20e révolution, notamment un court-circuit qui affecte le système de contrôle d'orientation automatique. Les responsables au sol, de peur que la situation ne se dégrade encore plus, demandent à Gordon Cooper de déclencher la séquence de retour à la 22e révolution. Le vaisseau, après une rentrée atmosphérique sans problème notable, amerrit avec une grande précision (6,5 km du navire le plus proche) après un vol de 34 heures, 19 minutes et 49 secondes,,.
La capsule est récupérée par le porte-avions Kearsarge. Gordon Cooper est amaigri par la déshydration et sur le point de s'évanouir. Les médecins spatiaux en tirent la leçon en recommandant aux astronautes des vols Gemini absorber suffisamment de liquides.

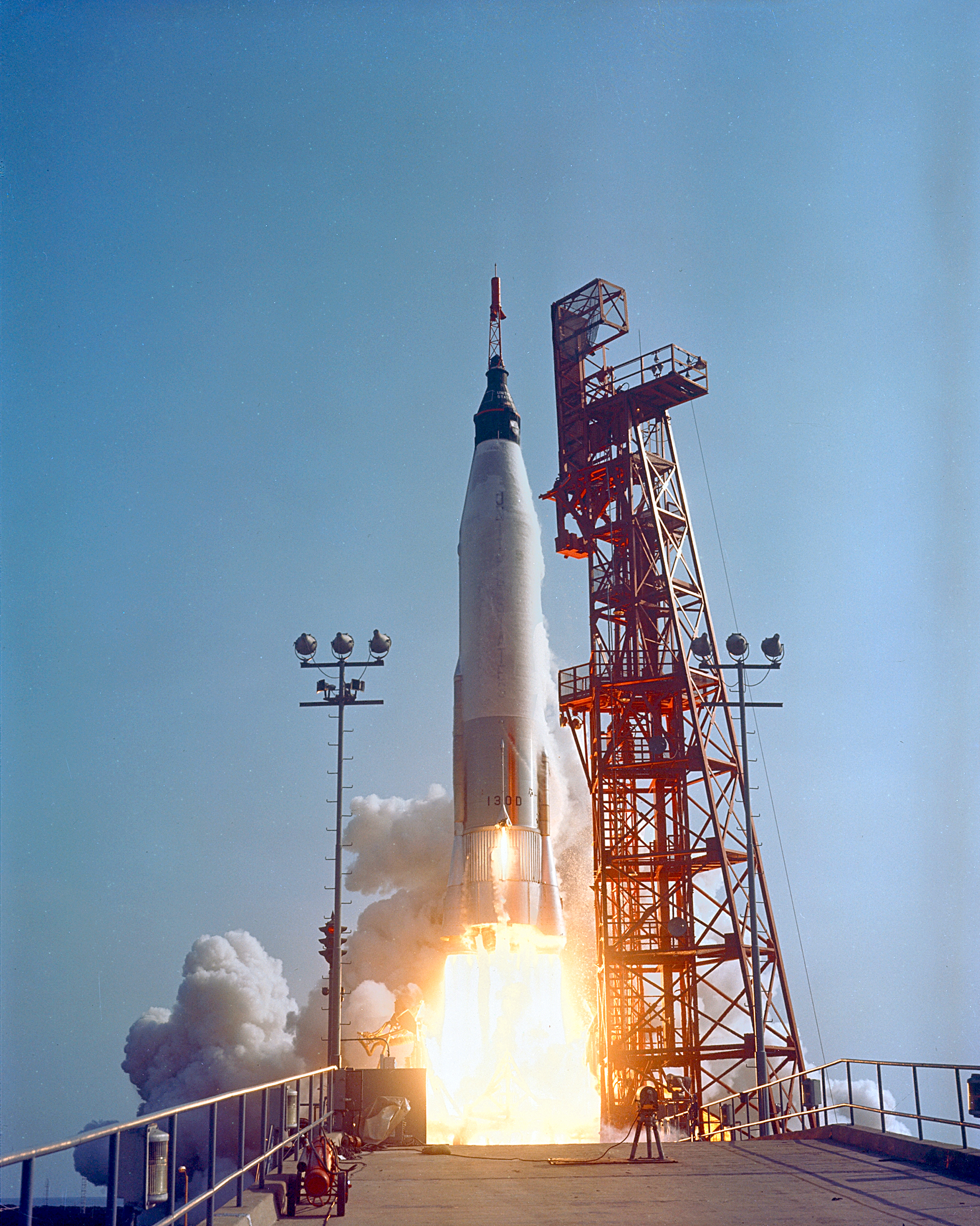
Le lancement de la mission MA-9.
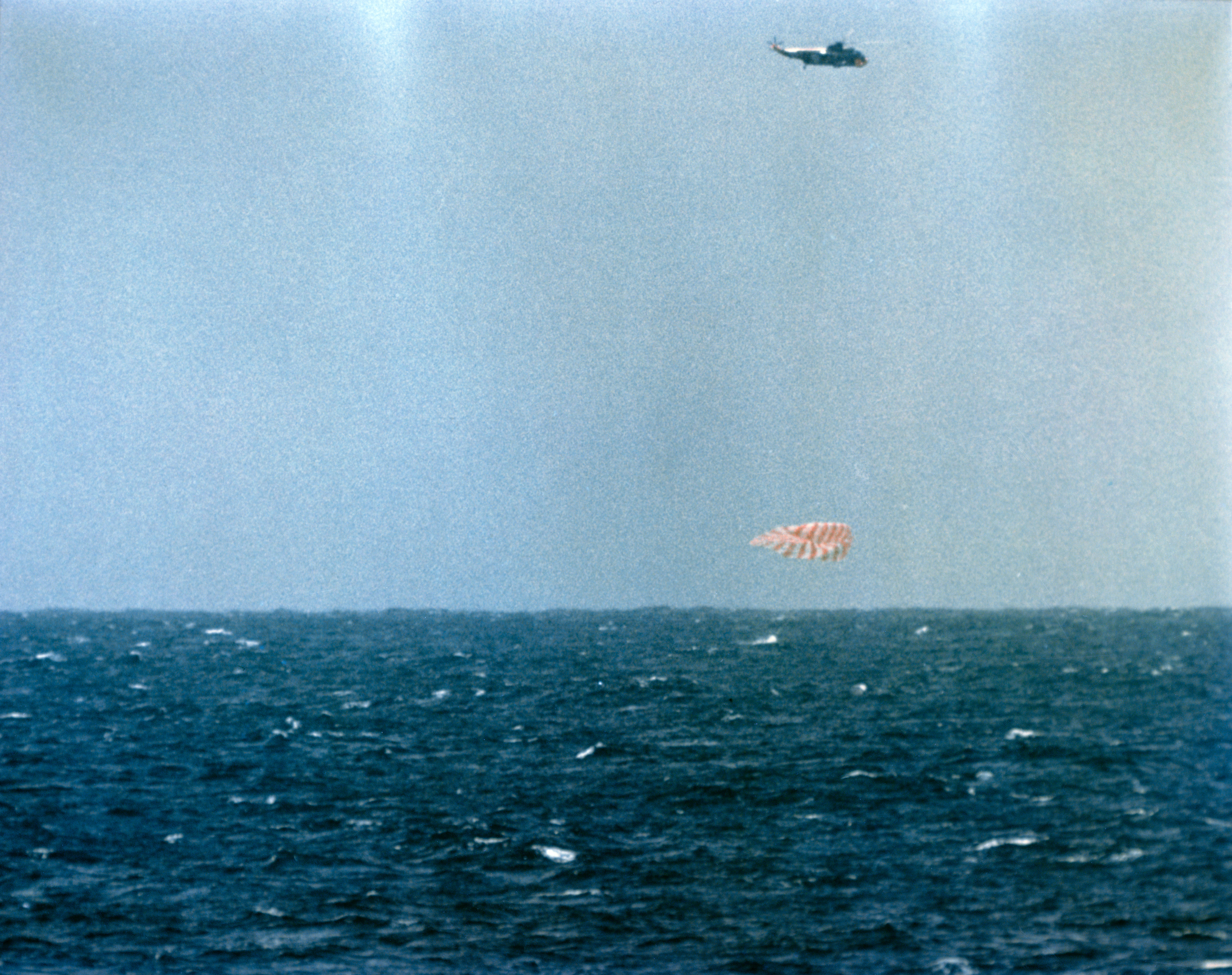
L'amerrissage de la capsule Faith 7.